# بريدجيت ويلسون
بريدجيت ويلسون (بالإنجليزية: Bridgette Wilson)‏ هي مغنية وكاتبة غنائية وعارضة وممثلة أمريكية، ولدت في 25 سبتمبر 1973 بغولد بيتش في الولايات المتحدة.

## أعمال

### أفلام
- (1993) لاست أكشن هيرو[6][7][8]
- (1995) مورتال كومبات[9][10][11]
- (1997) أعرف ماذا فعلت الصيف الماضي[12]

## وصلات خارجية
- بريدجيت ويلسون على موقع IMDb (الإنجليزية)
- بريدجيت ويلسون على موقع روتن توميتوز (الإنجليزية)
- بريدجيت ويلسون على موقع ألو سيني (الفرنسية)
- بريدجيت ويلسون على موقع ميوزك برينز (الإنجليزية)
- بريدجيت ويلسون على موقع أول موفي (الإنجليزية)
- بريدجيت ويلسون على موقع قاعدة بيانات الأفلام السويدية (السويدية)
- بريدجيت ويلسون على موقع إن إن دي بي (الإنجليزية)
- بريدجيت ويلسون على موقع ديسكوغز (الإنجليزية)
- بريدجيت ويلسون على موقع قاعدة بيانات الفيلم (الإنجليزية)
- بريدجيت ويلسون على موقع كينوبويسك (الروسية)